# ツノシャクケイ
ツノシャクケイ（角舎久鶏、Oreophasis derbianus）は、キジ目ホウカンチョウ科ツノシャクケイ属に分類される鳥類。本種のみでツノシャクケイ属を構成する。

## 分布
グアテマラ北部、メキシコ南部（ホンジュラスに分布する可能性もあり）

## 形態
全長75-85cm。翼長オス36.5-42cm、メス35.3-37.8cm。全身は緑色の光沢がある黒い羽毛で覆われる。上嘴の基部は羽毛で被われる。胸部は白い羽毛で被われ、羽軸は黒い。尾羽には白く太い横縞が入る。
頭頂には赤い骨質の突起があり、和名や英名（horned=角のある）の由来になっている。虹彩は白い。嘴の色彩は黄色。喉には羽毛が無く、赤い皮膚が露出する。

## 生態
標高1,525-3,350m（主に2,300-3,100m）にある下生えが繁茂した雲霧林に生息する。
食性は植物食で、植物の葉、果実などを食べる。地表で採食を行う。
繁殖形態は卵生。1羽のオスと3-5羽のメスが交尾を行うと考えられている。樹上に枯れ葉やコケを組み合わせた巣を作り、1回に2個の卵を産む。抱卵期間は34-36日。

## 人間との関係
生息地では食用とされる事もある。
開発や放牧、内乱による生息地の破壊、食用の乱獲などにより生息数は激減している。1970年代後半における生息は1,000羽未満と推定されている。